# Papa Clemente II
Clemente II, nato Suidgero dei signori di Morsleben e Hornburg (in tedesco: Suidger von Morsleben-Hornburg; Hornburg, 1005 – Montelabbate, 9 ottobre 1047), è stato il 149º papa della Chiesa cattolica dal dicembre 1046 fino alla sua morte.

## Biografia

### Carriera ecclesiastica
Nato in Bassa Sassonia dal matrimonio tra il conte Corrado di Morsleben e Horneburg con Amulrade, Suidgero era persona stimata sia dall'imperatore Corrado II sia dal figlio Enrico III, il quale lo nominò cappellano personale e poi cancelliere. Da qui, l'ascesa nella gerarchia ecclesiastica: fu infatti nominato dall'imperatore come vescovo di Bamberga, prendendo possesso della diocesi l'8 settembre 1040, in seguito alla morte del primo vescovo Eberardo. Il 28 dicembre 1040, Suidgero, ancora diacono, fu consacrato vescovo di Bamberga dall'arcivescovo di Magonza Bardo.
Il rapporto con la diocesi fu sempre stretto e legato da un profondo legame d'amore: Suidgero la considerava come un "sponsa dulcissima". Grazie alle sovvenzioni dell'imperatore Enrico poté fondare monasteri. In qualità di cancelliere del sovrano, scese con quest'ultimo in Italia partecipando prima alle trattative piacentine con papa Gregorio VI, poi al Concilio di Sutri (20-23 dicembre 1046), che vide la deposizione di papa Silvestro III (già deposto il 10 marzo 1045) e l'abdicazione di Gregorio VI. Il 24 dicembre a Roma fu sancita la deposizione di papa Benedetto IX. Il papato fu dichiarato «sede vacante».

### L'elezione al Soglio
Enrico III doveva scegliere un nuovo pontefice. L'ingerenza dell'imperatore nell'elezione pontificia era una consuetudine nel Medioevo (Privilegium Othonis), specie per quegli imperatori germanici appartenenti alla dinastia di Sassonia e dei Salii. Questi, per consolidare il loro dominio, ponevano a capo dei feudi imperiali dei prelati, sapendo che essi non potevano avere figli e quindi erano impossibilitati a trasmettere i benefici ad eredi legittimi. Alla loro morte, infatti, i feudi sarebbero ritornati nel demanio imperiale. Nel caso dell'elezione pontificia, avere sul trono di Pietro un uomo fedele all'imperatore (meglio se tedesco) era sicuramente una garanzia per i buoni rapporti tra Santa Sede e Sacro Romano Impero. Inoltre Enrico, uomo pio e vicino al movimento riformatore di Cluny, intendeva porre fine agli abusi della nobiltà romana e pertanto propose una rosa di prelati tedeschi rinomati per l'illibatezza dei costumi. In primo luogo, Enrico scelse Adalberto arcivescovo di Amburgo-Brema come candidato, ma questi rifiutò. Il monarca si rivolse allora al suo cappellano, Suidgero, che subito accettò. L'elezione fu confermata con il beneplacito del clero e del popolo romano.

### Il Pontificato

#### Relazioni con l'imperatore del Sacro Romano Impero
Il breve papato di Clemente II iniziò con la consacrazione, nel giorno di Natale, di Enrico III e di sua moglie Agnese di Poitou a San Pietro come imperatori del Sacro Romano Impero. Nel gennaio dell'anno successivo, Clemente fece sentire il suo spirito autenticamente riformatore: convocò difatti un concilio in cui vennero promulgati dei decreti contro la simonia. In questo concilio spiccò per il suo contributo il vescovo di Bressanone Poppone, destinato a succedergli come papa Damaso II. Il potere di Clemente, però, si basava sulla forza militare di Enrico: qualora il sovrano avesse deciso di ritornare in Germania, Clemente sarebbe stato travolto dalle forze dell'ex pontefice Benedetto. Infatti, il papa tedesco seguì Enrico in Germania, per poi ritornare definitivamente a Roma nell'ottobre del 1047.
Durante il suo pontificato, papa Clemente II non creò alcun cardinale.

#### La morte per avvelenamento
Deciso a fronteggiare da solo i Tuscolani, Clemente morì prima di rimettere piede a Roma. Morì infatti il 9 ottobre 1047 nel monastero di San Tommaso sull'Apsella nei pressi di Montelabbate, avvelenato secondo alcuni dall'ex-papa Benedetto, come venne riferito da alcuni contemporanei, e venne seppellito nel Duomo di Bamberga. Fu l'unico papa della storia ad essere sepolto in Germania.
Il sarcofago di Clemente II fu aperto il 22 ottobre 1731 per volere di papa Clemente XII e si scoprì che il papa era biondo e alto 1,90 m. Fu riaperto una seconda volta il 3 giugno 1942 per volere di papa Pio XII: nelle ossa fu riscontrato un alto tasso di piombo, il che confermerebbe l'ipotesi dell'avvelenamento.

## Genealogia episcopale e successione apostolica
La genealogia episcopale è:
- Arcivescovo Bardone (Bardo) di Magonza
- Papa Clemente II

La successione apostolica è:
- Arcivescovo Hunfried von Mömpelgard-Wülflingen (1046)